# Royes Fernandez
Royes Emanuel Fernandez (New Orleans, 15 luglio 1929 – New York, 3 marzo 1980) è stato un ballerino statunitense, primo ballerino dell'American Ballet Theatre dal 1957 al 1973.

## Biografia
Royes Fernandez nacque a New Orleans nel 1929, figlio del gioielliere Manuel Paul Fernandez e della moglie Françoise Blanchine; la sua famiglia era di origini spagnole e francesi. Iniziò a studiare danza all'età di otto anni con Lelia Haller ed esordì sulle scene nel 1944 con il New Orleans Opera Ballet; successivamente si perfezionò alla School of American Ballet e insieme a Vincenzo Celli. 
Grazie a Celli fu scritturato dal Ballet Russe de Monte Carlo di Vasilij Grigor'evič Voskresenskij nel settembre 1946. Nel 1947 si unì al Markova-Dolin Ballet in veste di solista e nel 1950 fu scritturato dall'American Ballet Theatre, con cui danzò fino al 1973, prima come solista e poi, dal 1957, come primo ballerino. Parallelamente all'attività con l'ABT continuò ad apparerire come étoile ospite con diverse compagnie, danzando con il Balletto Nazionale Cubano, l'Australian Ballet, il London Festival Ballet, il San Francisco Ballet, il New York City Ballet (1959-1960) e in una tournée mondiale con Margot Fonteyn e Rudol'f Nureev nel 1963.
Ricordato come uno dei maggiori danseur noble statunitensi dell'epoca, fece da partner ad alcune delle più grandi ballerine del periodo: non solo Fonteyn, ma anche Lupe Serrano, Maria Tallchief, Carla Fracci e Toni Lander. Il suo repertorio annoverava i grandi ruoli classici e romantici come Albrecht in Giselle, Siegfried ne Il lago dei cigni e James ne La Sylphide, ma anche balletti contemporanei.
Dopo il ritiro dalle scene insegnò all'Università della Florida Meridionale dal 1973 al 1974, anno in cui si unì al dipartimento di teatro della State University of New York at Purchase. 
Morì di cancro a New York nel 1980 all'età di cinquant'anni.